# Mikko Heikkinen
Mikko Heikkinen (né le 8 septembre 1949 à Savonlinna) est un architecte finlandais,.

## Biographie
En 1974, Mikko Heikkinen fonde, avec Markku Komonen, le cabinet d’architectes Heikkinen – Komonen Architects.
Mikko Heikkinen est professeur d'architecture de l'École supérieure Aalto d'art, de design et d'architecture d'Helsinki.

## Prix
- Médaille Pro Finlandia, 2003[1]
- Structure en béton de l'année, 1988, 2001, 2002, 2009 et 2011[1]
- Prix national d'architecture, 1989[1]
- International Award for Innovative Technology in Architecture, 1990[1]
- Teräsrakennepalkinto, 1989 et 1992[1]
- Rakennushallituksen / Senaatti-kiinteistöjen vuoden rakennushanke, 1992, 2002 ja 2009[1]
- Prix européen de la construction métallique, 1993[1]
- Prix Finlande (avec M. Komonen), 1996[1]
- Prix Aga Khan d'architecture, 2001[1]
- Médaille Heinrich-Tessenow, 2003